# Sonata a Kreutzer

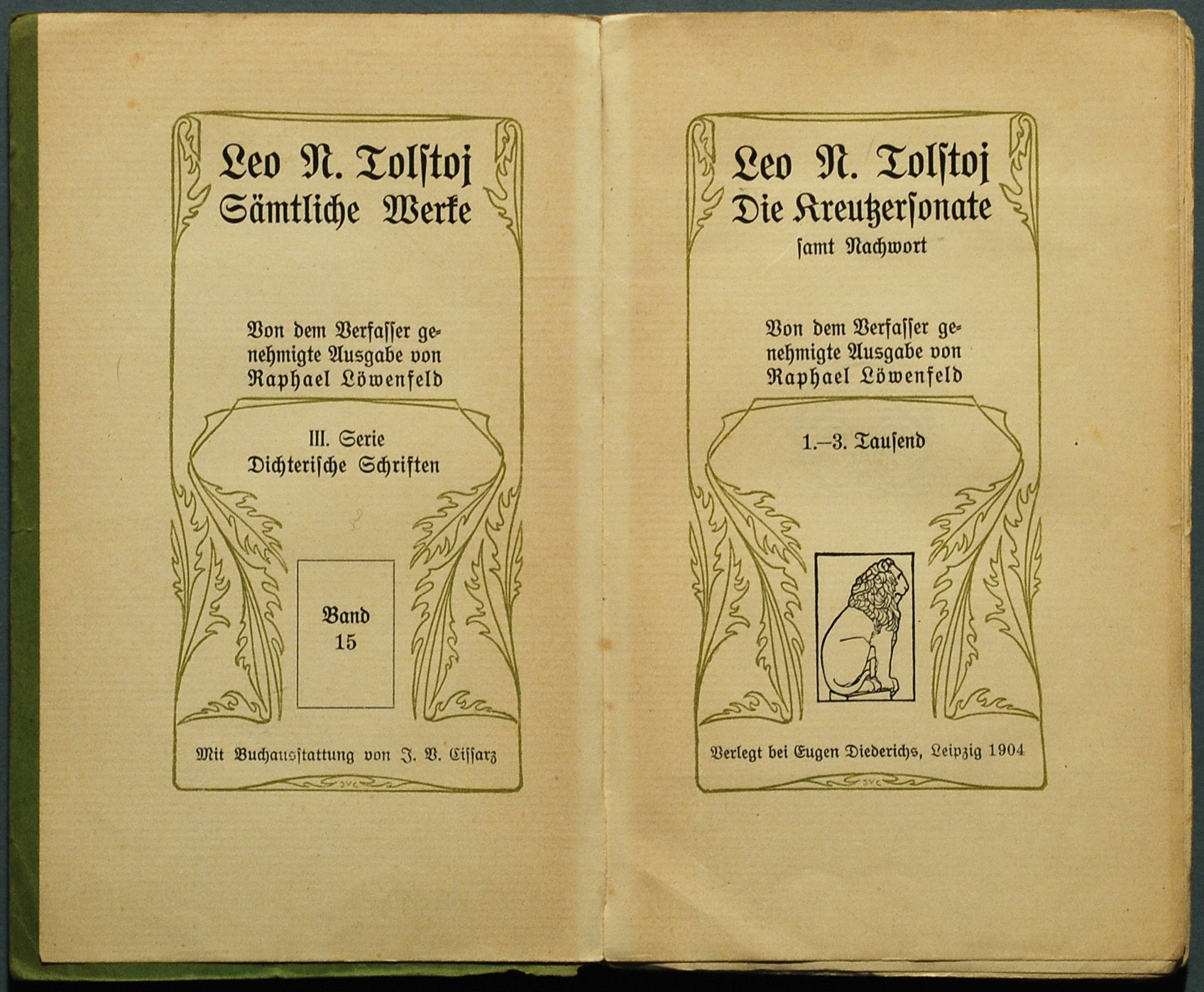
Edició alemanya de 1904

Sonata a Kreutzer (Крейцерова соната, [Kréitzerova Sonata] en rus) és una novel·la de Lev Tolstói, que pren el títol de la composició homònima per a violí i piano de Ludwig van Beethoven dedicada a Rodolphe Kreutzer. L'obra de Tolstoi es va publicar el 1889 i va ser censurada poc després per les autoritats russes. Aquesta obra constitueix un al·legat sobre l'ideal d'abstinència sexual i un tractat exhaustiu en primera persona sobre el sentiment de la gelosia. A la novel·la, hi reverbera la gelosia que va experimentar Tolstoi per l'encapritxament de la seva dona Sofia Behrs amb el compositor Serguei Tanéiev i la seva música. En la novel·la el protagonista, Pózdnyshev, parla dels esdeveniments que provoquen la mort de la seva dona. En la seva anàlisi, menciona que la causa fonamental de la mort de la seva estimada va ser l'amor carnal i desenfrenat que acostuma a regir les relacions sexuals.

## Sinopsi
Durant un viatge de tren Pózdnyshev escolta una conversa que uns passatgers mantenen a prop seu, en què parlen de temes com l'amor, el divorci i el matrimoni. Una dona defensa que el matrimoni no ha de ser prèviament concertat, sinó que ha d'estar basat en l'amor veritable. Davant d'això, Pózdnyshev els pregunta "Què és l'amor?" i assenyala que, si s'entén amor com una preferència (sigui quina sigui la seva causa) per una persona, sovint és passatger. El protagonista pensa que el matrimoni és un conveni que estableix quines dues persones han de restar juntes fins a la mort, però sosté que l'amor inicial aviat es pot convertir en odi.
Llavors passa a parlar en privat amb el narrador. Li explica la història que el va dur a assassinar la seva dona. Comença explicant com acostumava a visitar prostitutes quan era jove i solter i es queixa que els vestits de les dones estan dissenyats per crear en els homes el desig de posseir-les. Després afirma que les dones mai no gaudiran dels mateixos drets que el homes mentre els homes les vegin com a objecte de plaer, però descriu la seva situació (la de les dones) com una forma de poder sobre els homes, mencionant quant en la societat està orientat al seu plaer i benestar i quanta influència tenen sobre les accions dels homes.
Després, coneix i es casa amb la seva dona, un període que alterna amor passional amb lluita viciosa. Arriben a tenir 5 fills, i després els metges li donen anticèptics. Llavors, la seva dona aprèn a tocar el piano i s'enamora d'un violinista, Trujachevski, amb qui toquen la Sonata a Kreutzer de Beethoven. Pódznyshev es queixa que la música tingui el poder necessari per fer-li canviar l'estat d'ànim a un fins lluny enllà del seu caràcter natural. Amaga la seva furiosa gelosia i marxa de viatge. Torna més d'hora que no estava programat, presa de la gelosia, i troba el violinista amb la seva dona al menjador. Mata la seva dona amb una daga, i el violinista aconsegueix escapar.
Més tard absolt d'assassinat a la llum de l'aparent adulteri de la seva esposa, passeja Pozdnyshev per les andanes i vaga de tren en tren, buscant el perdó de la resta de passatgers.

## Censura

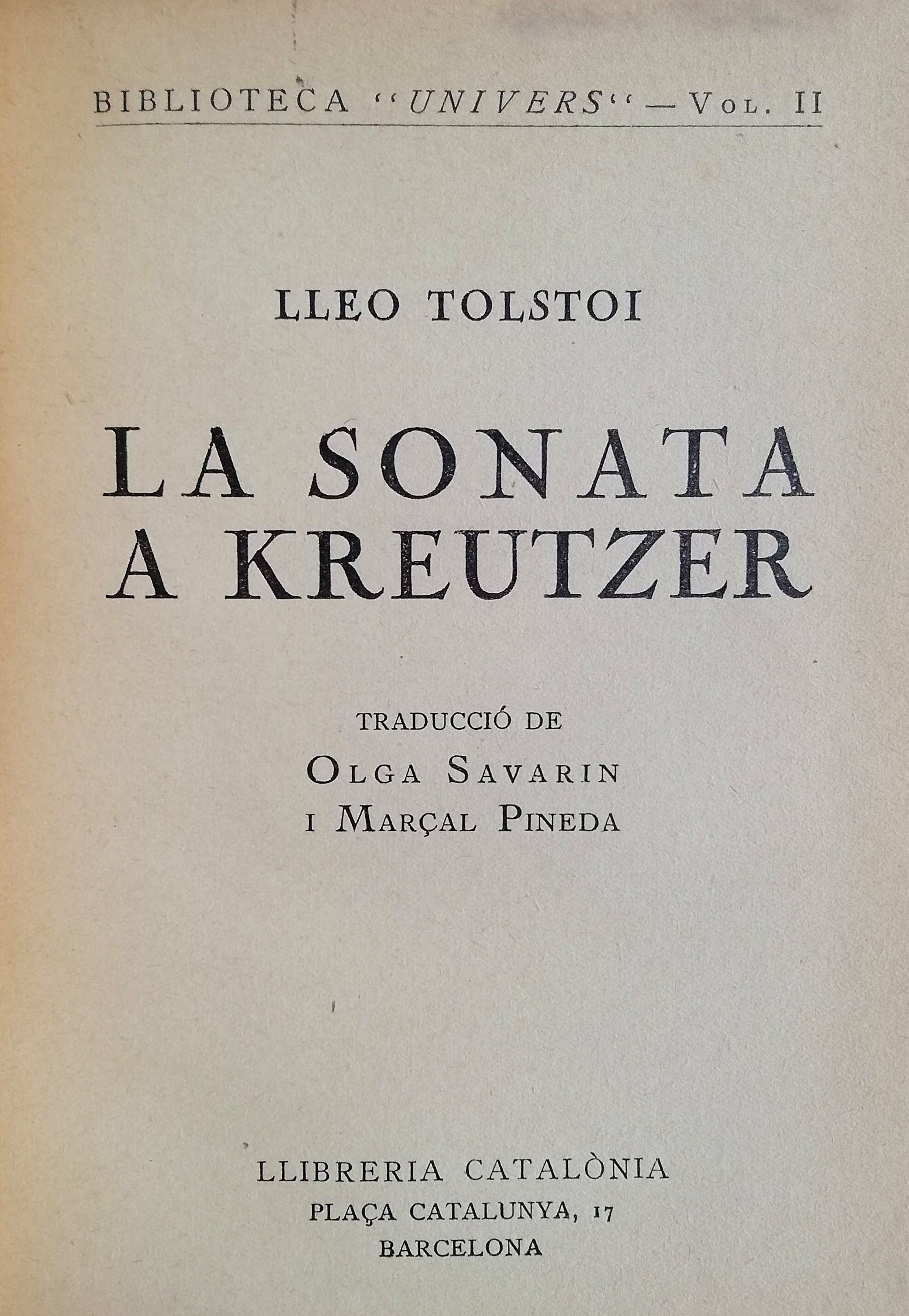
La Sonata a Kreutzer (Крейцерова соната) de Tolstoi, traducció catalana publicada a Barcelona l'any 1928 dins la col·lecció Biblioteca Univers. Traductors: Olga Savarin i Marçal Pineda

Tot i que poc després de publicar-se, l'obra va ser censurada a Rússia, les còpies van circular i es van distribuir per la població. El 1890, l'oficina de Correus dels Estats Units va prohibir l'enviament de diaris que continguessin fragments de l'obra. Aquesta sentència va ser retificada pel Fiscal General dels Estats Units aquell mateix any. En paraules del propi Theodore Roosevelt, Tolstoi era "un pervertit sexual i un desvirtuador de la moral."